# Ursula von Reischach
Ursula von Reischach OCist (* 14. Jahrhundert; † 18. Oktober 1416) war eine deutsche Zisterzienserin und von 1398 bis 1416 Äbtissin des Zisterzienser-Klosters Wald.

## Leben
Ursula von Reischach war eine Angehörige des niederadeligen Adelsgeschlechts von Reischach. Sie stand dem Kloster Wald als Äbtissin zwischen dem 11. September 1398 und ihrem Tod am 18. Oktober 1416 vor.

## Beurkundungen
- 23. Juni 1409: Wald: Guta Hornstein und Konrad von Schwandorf (Swaindorff) stiften einen Hof zu Gallmannsweil (Garmanswiler) an [das] Kloster Wald zur Abhaltung von zwei Jahrtagen. Die Äbtissin Ursula von Reischach zu Wald urkundet. Original, mit zwei Siegeln[2]
- 11. April 1411: Otterswang: Ursula von Reischach, Äbtissin, und der Konvent von Wald bestätigen den Empfang verschiedener Gefälle zu Otterswang, Kappel und Litzelbach zur Haltung von drei Jahrtagen für die drei Schwestern Anna, Katharina und „Nesa“ [Agnes] Selnhofer. Original, Siegel von Wald[3]
- 14. August 1412: Wald: Die Äbtissin Ursula von Reischach zu Wald urkundet, dass für die Klosterfrau „Nesa“ Selnhoferin für 40 Pfund Pfennig eine Jahrzeit gehalten werden soll. Original, die Abtei- und das Konventsiegel sind abgefallen[4]
- 2. Mai 1416: Ursula von Reischach (Rischach), von Gottes Gnaden Äbtissin, und die Konventsfrauen des Klosters Wald beurkunden, dass sie auf gemeinsamen Ratschluss ihres Kapitels hin Ursula Selnhoferin, ihrer lieben Mitkonventsfrau, einen ewigen Jahrtag verkauft haben, den sie jährlich am Freitag vor dem Palmtag in den Fasten begehen sollen mit Singen, Vigilien und Messesingen nach ihrer Gewohnheit, und an diesem folgender Personen gedenken sollen: der Ursula Selnhoferin, ihres Vaters und ihrer Mutter Albrecht Selnhofer und Frau Ursula von Ebratsweiler (Eberharzwiler), ihrer Brüder Albrecht, Heinrich und Hans Selnhofer sowie ihrer Schwestern Grete und Else. An diesem Jahrtag soll die Pitanzerin jeder Person, die im Kloster eine Pfründe hat (gepfru(e)ndet ist) 6 Pfennig Konstanzer (Costentzer) Münzen um ihrer aller Seelenheil willen geben, ihrem Beichtiger 1 Schilling Pfennig und dem Leutpriester von Walbertsweiler (Walteramschwiler) 6 Pfennig. Dafür hat ihnen Ursula Selnhoferin als Kaufpreis 40 Pfund Pfennig Konstanzer Münzen gegeben, welche das Kloster seinem Pitanzamt übergeben hat. Wird in einem Jahr versäumt, den Jahrtag abzuhalten, fällt soviel Geld, wie an die Pfründner, den Beichtiger und den Leutpriester von Walbertsweiler auszubezahlen ist, an das Pitanzamt zu Salem (Salmenschwiler). Die Herren von Salem haben das Recht, dieses Geld durch geistliches und weltliches Gericht einzutreiben.[5]